# Andrij Medveděv
Andrij Medveděv (ukrajinsky Андрій Медведєв; * 31. srpna 1974 Kyjev) je bývalý ukrajinský profesionální tenista. Jako antukový specialista si na grandslamu zahrál finále French Open 1999, v němž podlehl Američanovi Andremu Agassimu. Již v roce 1993 postoupil v Paříži do semifinále, kde nestačil na Sergiho Brugueru. Do čtvrtfinále se nejdále probojoval na Australian Open 1995 a US Open 1993. Ve Wimbledonu bylo jeho maximem čtvrté kolo. Nejvyššího umístění v žebříčku ATP dosáhl v květnu 1994, kdy byl čtvrtý ve dvouhře. Vyhrál čtyři turnaje Masters, jednou v Monte Carlu (1994) a třikrát triumfoval na turnaji v Hamburku (1994, 1995, 1997). Hrál pravou rukou, obouruční bekhend. Kariéru ukončil roku 2001. Jeho partnerkou byla německá tenistka Anke Huberová. Žije v Monte Carlu.